# سرخه خاني (مقاطعة إسلام آباد غرب)
سرخه‌خاني (بالفارسية: سرخه‌خانی) هي قرية تقع في كرمانشاه في إيران. يقدر عدد سكانها بـ 69 نسمة بحسب إحصاء 2016.